# Eupithecia amarensis
Eupithecia amarensis là một loài bướm đêm trong họ Geometridae.